# EPITHYMiA
EPITHYMiA（エピシミア）は日本の6人組男性アイドルグループである。ギリシャ語で願いを意味するエピシミア（επιθυμία/epithymía）をグループ名の由来としている。ほぼ毎日TikTok配信を実施。結成半年でそのフォロワー数は30万人を超え、活動から1年後には56万人を突破している。

## 来歴
2022年6月に日本発のK-POPアイドルとして結成される。研修期間を経て、カバーソングやオリジナルソングをリリース。カナダやデンマークではK-POP,J-POPチャート共にiTunesチャート1位を獲得し、その他の国においてもチャートインを果たしている。2023年7月には初のアメリカとカナダでの音楽フェス、ジャパンフェスに出演し、2023年10月にも新たなるアメリカでの大型フェスへの出演が決定するなど、まだ研修中ながら、その活動の幅は既に世界へと広まっている。
2023年2月と3月にそれぞれ発売した、事務所の先輩アーティストの楽曲をカバーしたカバーアルバムは5ヶ国で20位以内にチャートイン。カナダとデンマークでは、K-POP,J-POP部門それぞれのチャート1位も獲得。 研修生活の最後に日本と韓国のプロデューサー陣と共に初のオリジナル楽曲「Fly」をリリース。遂に2024年3月15日(最高の日)にデビューアルバム｢My self｣と共にデビュー! 

## メンバー
Rei 千葉 玲弥 / Reiya Chiba
メインボーカル。グループ最年少ながらも大人っぽいその色気と甘い歌声が特徴。 21歳。身長は177cm。スポーツ経験は野球。趣味はゲーム、お酒を飲む、ファッションなど。
Aqua 水乃 悠 / Haruka Mizuno
ボーカル。グループ結成1年後の2023年、一番最後に救世主としてグループ加盟。爽やかなトークと綺麗なダンススタイルが特徴の21歳。身長166cm。スポーツ経験は空手。趣味はファッション、絵を描くことなど。HOPE Reader
Sirius 湊月 優斗 / Yuto Minatsuki
ボーカル。 メンバー屈指のイケメンで弟分で甘いマスクとは裏腹にクールでSな意外な一面を持つ。器量で料理が得意。身長176cm。スポーツ経験はサッカー。趣味は散歩、ギター、TikTokなど。
R.D 細野稜雅 / Ryoga Hosono
ラッパー/サウンドクリエーター。エピシミアNo.1のクリエーターでソングライティングからYouTube編集までを務めるムードメーカー。身長175cm。 スポーツ経験はバドミントンやボクシングなど。趣味は作詞作曲、映像編集、ショッピング。
SeaNa 山田 夏輝 / Natsuki Yamada
メインボーカル。その表現力の豊かさと安定したピッチコントロールで、エピシミアのボーカルを引っ張る存在。 トークのキレも抜群で、グループのムードを引っ張る関西人。身長180cm。 スポーツ経験はサッカー。趣味はゲーム、スイーツ、ファッションなど。
Maito 稲海 裕貴/Yuki Inami
メインダンサーとラッパーを担当。日本の有名大学院を卒業し、英語、韓国語、中国語を操る。ダンスの構成や振付けも手掛け、楽器演奏はサックス、クラリネット 他などを得意とする。身長179cm。 趣味はお酒を飲むこと、K-POP、ゲームなど。

## ディスコグラフィ

### シングル
1. Fly (2023)

### アルバム
1. Story for the future (2023)
2. えぴしみあ's Music Pallete (2023)
3. デビューアルバム｢My self｣(2024)